# 1718 Namibia
1718 Namibia este un asteroid din centura principală, descoperit pe 14 septembrie 1942, de Marjy Väisälä.